# Mademoiselle Volnais

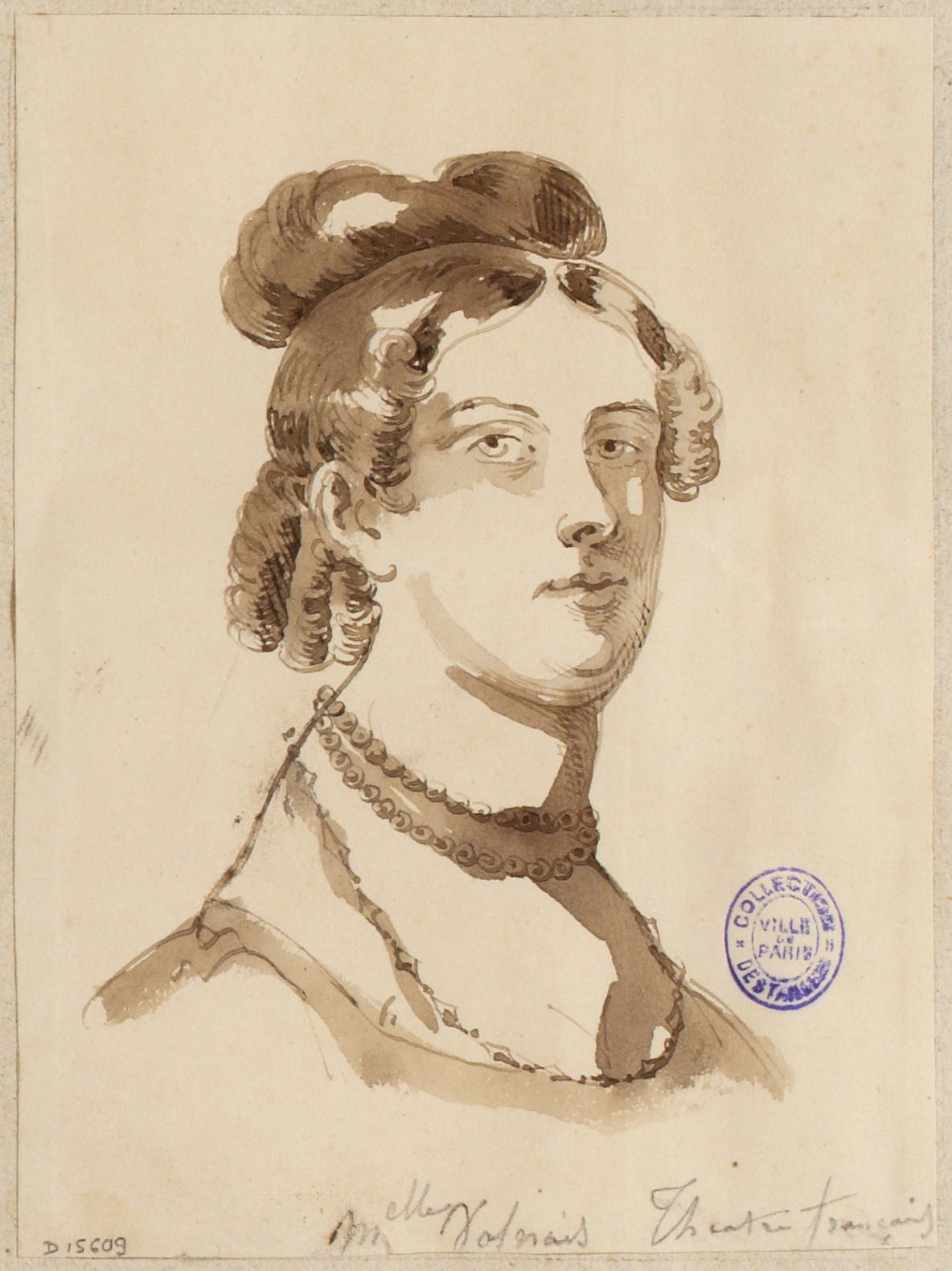
Mademoiselle Volnais

Claudine-Placide Croizet-Ferreire,  bekannt unter dem Künstlernamen Mademoiselle Volnais (* 4. Mai 1786 in Paris; † 16. Juni 1837 in Moisy), war eine französische Schauspielerin.

## Leben
Über Volnais’ Mutter ist nichts überliefert, jedoch ist von ihrem Vater bekannt, dass er ein ehemaliger Kolonialoffizier auf Guadeloupe war. Ihre Ausbildung erhielt Volnais von Dazincourt, sie debütierte bereits im Jahr 1801, 15-jährig, an der Königlichen Oper.
Noch im selben Jahr wurde sie an der Comédie-Française angenommen und erhielt ein Jahresengagement. Die Gage dafür betrug 2400 Fr. (das entspricht einer Kaufkraft von etwa 5000 €).
Dieses Engagement wurde um ein halbes Jahr verlängert, währenddessen eine Widersacherin auf den Plan trat und mit ihr um die besten Rollen buhlte. Bei einer Vorführung kam es dann zum Eklat: Als sich der Vorhang hob, erzwang sich die Konkurrentin mit Gewalt den Auftritt, in der mit Volnais besetzten Rolle. Dieser Skandal führte dazu, dass Volnais 1802 zur Sociétaire de la Comédie-Française, also festes Ensemblemitglied, wurde.
Ihre Paraderollen waren zu dieser Zeit vor allem Töchter, die sich dem Wohlbefinden ihrer Mütter widmeten. Volnais’ Karriere verlief viele Jahre ohne Zwischenfälle, bis es im Jahr 1817 zu einem Streit mit Jeanne-Émilie Leverd kam. Durch ihre füllige Statur sah sich Leverd besser geeignet junge Mütter zu spielen, konnte sich aber nicht damit durchsetzen.
Um eine Leibrente zu beziehen, mussten die Schauspieler 20 Jahre Ensemblemitglied an der Comédie-Française gewesen sein und Volnais nahm nach genau dieser Zeit den Abschied. 1822 verließ sie das Ensemble und heiratete den Schauspieler Philippe Roustan. Sie zog sich in ihr Landhaus, im zu Moisy gehörenden Weiler Orme-Guignard, zurück, wo sie nach langer und schwerer Krankheit starb.

## Rollen (Auswahl)
- 1801: die Andromaque in Jean Racines Andromache
- 1802: die Aricie in Jean Racines Phèdre
- 1803: die Melpomène in René de Chazets Melpomène et Thalie
- 1804: die Polyxène in Étienne Aignans Polyxène
- 1805: die Zarès in Jean Racines Esther
- 1806: die Almaïs in Pierre Baour-Lormians Omasis ou Joseph en Égypte
- 1807: die Eléonore in Eugène de Planards Le Paravent
- 1808: die Laodice in Pierre Corneilles Nicomède
- 1809: die Josabet in Jean Racines Athalie
- 1810: die Audovère in Étienne Aignans Brunehaut ou les Successeurs de Clovis
- 1811: die Eriphile in Jean Racines Iphigénie
- 1812: die Eugénie in Pierre Augustin Caron de Beaumarchais’ Eugénie
- 1813: die Comtesse in Pierre Augustin Caron de Beaumarchais’ Le Mariage
- 1815: die Comtesse in de Beaumarchais’ La Mère coupable
- 1816: Madamme Dubveuil in Étienne Gosses Le Médisant
- 1918: Madamme de Valbelle in De Rancés Partie et revanche
- 1819: die duchesse de Bedford in Charles-Joseph Loeillard d’Avrignys Jeanne d’Arc à Rouen
- 1920: die Elmire in Molières Tartuffe
- 1921: Madamme Dorval in Casimir Bonjours La Mère rivale